# Westland Westminster
Il Westland Westminster era un elicottero pesante biturbina sviluppato dall'azienda aeronautica britannica Westland Aircraft negli anni cinquanta.
Dotato di un rotore a 5 pale, disponeva di una notevole capacità di carico. L'elicottero fu costruito e sviluppato senza sovvenzioni governative ed il progetto fu cancellato quando la Westland iniziò a produrre su licenza i velivoli di altre ditte dotati di tecnologie più avanzate.

## Storia del progetto
Il Westminster fu il primo risultato tangibile della Westland nello sviluppo e nel tentativo da parte dell'azienda britannica di produrre un elicottero dotato di un motore a turbina.
Nel 1954 la Westland valutò l'eventualità di produrre il Sikorsky S-56 per uso civile rimotorizzato con un motore a turbina che non fosse di produzione Sikorsky. Di seguito la Westland richiese una sovvenzione da parte del ministero per lo sviluppo inglese ma la richiesta di fondi fu respinta. Nel 1958 la Westland riuscì però ad ottenere un nuovo contratto per la produzione su licenza di apparecchi sviluppati dalla Sikorsky che gli permetteva di produrre parti del motore, del rotore, della meccanica e dei controlli di sistema.
Riscontrando il più totale disinteresse da parte del governo britannico la ditta decise quindi di affacciarsi al mercato civile, proponendo il S-56 come elicottero da trasporto privato pesante. Il nuovo apparecchio pressoché identico con quello di produzione statunitense ricevette però due motori della ditta Napier Eland. Nonostante le aspettative riposte in questo progetto da parte della Westland, all'epoca la ditta britannica stava impiegando tutte le proprie risorse nello sviluppo e nella produzione del Westland Wessex ed il progetto Westminster si dovette confrontare con forti tagli nel bilancio.
Inizialmente vennero prese in considerazione due varianti, una denominata 40-seat (40 passeggeri) adatta per voli brevi a scopo civile ed una in versione di gru volante capace di alzare circa 6 800 chilogrammi (15 000 libbre). Nel marzo del 1956 la Westland decise di realizzare il primo prototipo. Per ridurre i costi di produzione ci si limitò a completare solamente lo scheletro portante della fusoliera riutilizzando parti di velivoli dismessi in possesso dell'azienda.
Il prototipo venne completato nel febbraio del 1958 e dopo i test statici a terra si alzò in volo per la prima volta il 15 giugno 1958. In quell'occasione il Westminster non diede una buona prova di sé, accusando forti vibrazioni nella struttura ed un conseguente comportamento in volo poco stabile. Per ovviare al problema si apportarono una serie di modifiche al secondo prototipo, che interessarono anche il rotore, che fu dotato di sei pale al posto delle 5 originariamente previste.
Il secondo prototipo si alzò in volo per la prima volta il 4 settembre 1959, ma all'epoca l'industria aeronautica britannica si trovava in una fase di stallo. Per evitare una pericolosa concorrenza nel settore aeronautico, la Westland si vide costretta ad acquistare le ditte Saunders-Roe e Fairey. Un'operazione di razionalizzazione era quindi necessaria all'interno dell'azienda per contenere i costi. Il progetto Westminster fu quindi congelato. Le componenti per la costruzione di un terzo esemplare spedite dagli Stati Uniti furono restituite alla Sikorsky e i due prototipi esistenti furono rottamati per riutilizzare alcune delle componenti.